# Good Boy (2022)
Good Boy ist ein britischer Kurzfilm von Eros Vlahos aus dem Jahr 2022. Es handelt sich um eine Horrorkomödie um einen gefräßigen Hund.

## Handlung
Luna ist das erste Mal als Dogsitterin engagiert worden. Herrchen und Frauchen verlassen recht überstürzt ihr Haus und geben Luna neben dem Lieblingsessen nur noch den Tipp, ihren Hund unbedingt mit „Good Boy“ anzusprechen. Als Luna sich in der Küche ein Bier holen will, findet sie den kleinen, schwarzen Zwergspitz in der Küche vor. Auf seinem Halsband steht nur „Regular Dog“ und auf der Rückseite eingraviert „If you find this dog run“ („Wenn du diesen Hund findest, renn weg“). Das letzte Wort ist nur eingeritzt. Der Hund schnappt nach ihr. Sie schlägt die Warnungen in den Wind und nennt ihn stattdessen „Bad Boy“. Anschließend sperrt sie ihn in der Küche ein.
Anschließend bestellt sie beim Pizzaservice eine Pizza Margherita und döst auf der Couch ein. Geweckt wird sie von einem merkwürdigen Geräusch: ein Hundespielzeug fliegt an ihr Fenster. Der Hund hat sich befreit und seine Leckerlis als Spur ausgelegt. Außerdem hat er die Küche verwüstet. Er fängt Luna in einem Fußlasso, wirft sie zu Boden und haut sie mit dem Deckel eines Mülleimers. Es gelingt Luna den Hund im Mülleimer zu fangen. Sie ergreift die Flucht, der Hund hinter ihr her. Schließlich fängt sie ihn in einem Bettlaken und meint ihn dabei erdrückt zu haben. Doch der Hund richtet sich wieder auf. Beim anschließenden Duell klingelt der Pizzabote. Die Tür wird geöffnet, doch der Hund beißt dem Boten in den Hals und tötet ihn. Anschließend isst er die Pizza auf. Luna versucht die Gelegenheit zu nutzen und schleicht sich raus. Als sie auf ein Leckerli tritt, entdeckt der Hund sie und springt sie an.
Am Ende des Abspanns erscheint die übliche Kennzeichnung „No Animals were harmed during the making of this film“ („Während des Drehs kamen keine Tiere zu schaden“), ergänzt um „4 actors were eaten“ („4 Schauspieler wurden gegessen“).

## Hintergrund
Der Film wurde von der britischen Produktionsfirma Mindseye produziert. Seine Premiere hatte er auf dem Fantasia International Film Festival 2022. Er lief außerdem auf dem Fantastic Fest, dem London Short Film Festival und auf Sitges. Seine Streaming-Premiere hatte der B-Film auf Disney+, wo er als OmU zu sehen ist.